# Жидович, Мария Андреевна
Жидович Мария Андреевна  ( белор. Жыдовіч Марыя Андрэеўна; 19 октября 1906, д. Дукора, Игуменский уезд, Минская губерния  — 12 ноября 1977) — белорусский языковед. Доктор филологических наук (1958), профессор (1960). Заслуженный деятель науки БССР (1971).

## Биография
Окончила Могилевский педагогический техникум (1930). Работала педагогом В Березовской средней школе Хотимского района. В 1934 году поступил на филологический факультет Минского педагогического института, затем окончила аспирантуру Уральского университета. В 1943 году назначена преподавателем белорусского языка в БГУ, который работал на станции Сходня под Москвой. С 1944 года доцент кафедры белорусского языка БГУ, в 1951-1953 годах — декан филологического факультета БГУ.

## Творчество
В 1957 году издала учебник «Курс сучаснай беларускай мовы: Марфалогія». В 1958 году защитила докторскую диссертацию «Іменнае скланенне ў беларускай мове: Назоўнік. Ч. 1. Адзіночны лік». Исследовала говор жителей Центральной Беларуси.